# Prädator

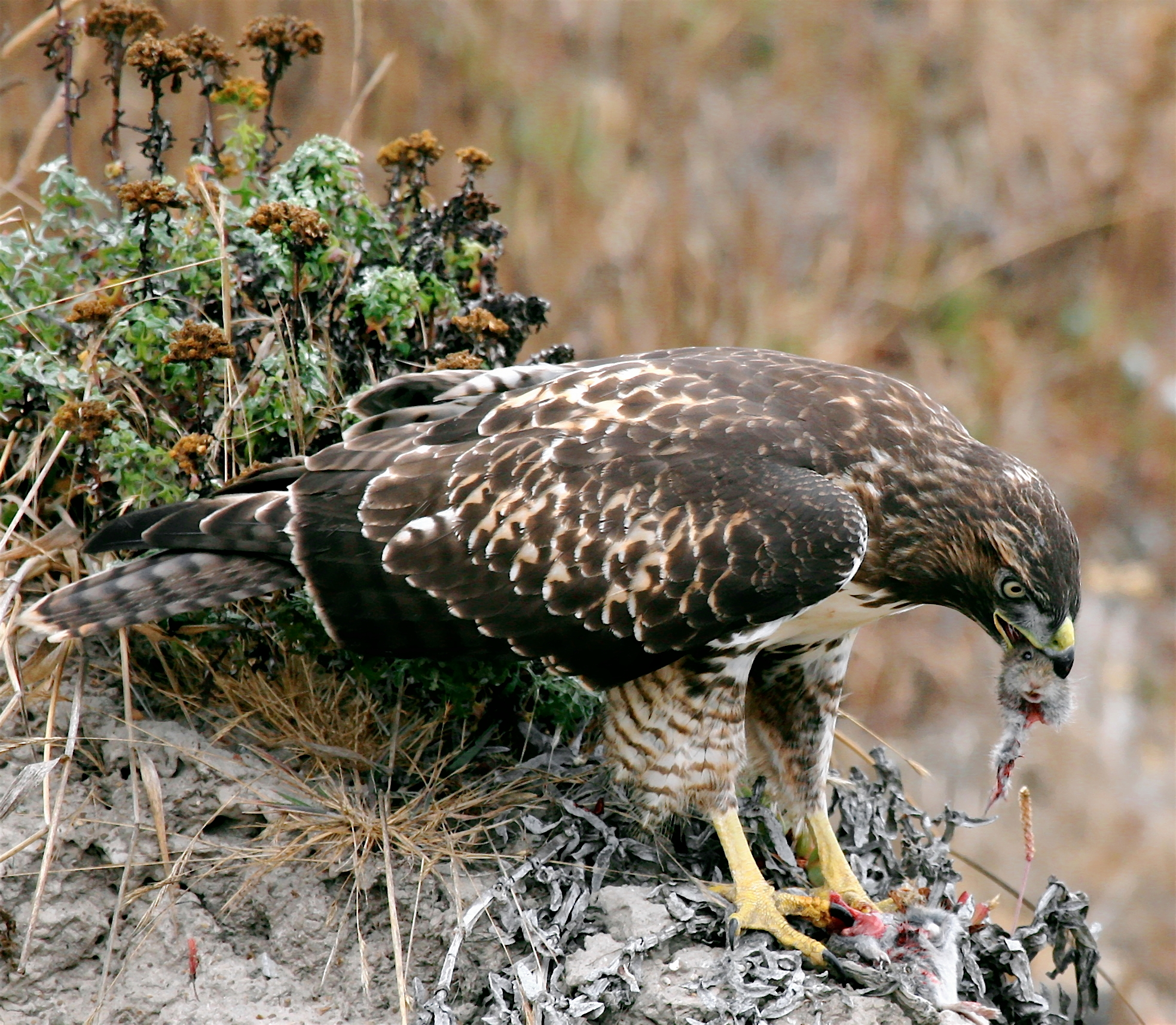
Der nordamerikanische Rotschwanzbussard (Buteo jamaicensis) ernährt sich von Kleinsäugern, hier von einer Kalifornischen Feldmaus (Microtus californicus)

Prädator (lat. praedatio Beutemachen, Plündern, Rauben) bezeichnet in der Biologie, in allgemeiner Form, einen Organismus, der einen anderen zum Zweck der Nahrungsaufnahme nutzt und dabei meist tötet. Das „Opfer“ eines Prädators ist dessen Beute. Synonyme Bezeichnungen für Prädator sind Räuber, Beutegreifer, Fressfeind und seltener Episit. Steht ein Prädator in der Nahrungskette ganz oben, spricht man von einem Spitzenprädator.

## Definitionen
Die Bezeichnungen Prädator bzw. Prädation werden innerhalb der Ökologie nicht einheitlich verwendet. Es existieren zahlreiche Definitionen, beinahe in jedem Lehrbuch eine andere.  Diese Vielfalt lässt sich auf zwei grundlegende Kategorien zurückführen: Entweder wird die Prädation anhand der Aktionen (des Verhaltens) definiert. Ein Prädator ist danach eine Art, die entsprechende Verhaltensweisen zeigt, zum Beispiel Jagd- und Tötungsverhalten, und entsprechende morphologische Anpassungen an diese Art des Nahrungserwerbs aufweist. Oder die Prädation wird anhand der Interaktion zweier Arten definiert, bei der die eine Art (der Prädator) profitiert, während die andere Art Nachteile erleidet. Einige verwenden auch eine Kombination dieser Kategorien. Ein weit verbreitetes Lehrbuch der Ökologie definiert Prädatoren zum Beispiel zunächst rein aufgrund der Interaktion, unterscheidet dann aber nach den Mechanismen vier Gruppen: echte Räuber, Weidegänger, Parasitoide und Parasiten.
„Typische“ oder „eigentliche“ Prädatoren oder Räuber passen in beide Kategorien. Eine Vielzahl anderer Organismen wird dadurch aber, je nach Verwendung, entweder einbezogen oder ausgeschlossen.

### Interaktionen
Der einflussreiche amerikanische Ökologe Eugene P. Odum hat ein Schema populär gemacht, nach dem alle Interaktionen zwischen Populationen zweier Arten nach ihren Auswirkungen schematisiert werden können. Diesem Schema nach wird unterschieden, ob die Interaktion für die betreffende Art positiv (dargestellt als Pluszeichen +), negativ (dargestellt als Minuszeichen −) oder neutral (dargestellt als Ziffer Null 0) ist. Es ergibt sich eine Interaktionsmatrix mit sechs (oder fünf, wenn die neutrale Nicht-Interaktion 0/0 ausgeschlossen wird) möglichen Wechselwirkungen. Nach Odum existieren zwei Interaktionen der Form +/-, d. h. solche, bei der eine Art profitiert, während die andere dabei Nachteile erleidet, Raub (Prädation) und Parasitismus, die nach der Größe unterschieden werden: Der Räuber ist im Allgemeinen größer als seine Beute, ein Parasit hingegen kleiner. Andere Ökologen haben die Definition weiter vereinfacht, so dass alle Interaktionen der Form +/- als Prädation aufgefasst werden. Auch was genau die positiven Auswirkungen ausmacht, wird verschieden aufgefasst; möglich sind zum Beispiel die Wirkung auf die Populationsgröße oder auf das Wachstum der Population (auf ihre Produktivität), wobei sich diese Wirkungen, über kurze und lange Zeitspannen hinweg, fundamental unterscheiden können. Es sind sogar Fälle zu berücksichtigen, bei denen der Prädator auf kurze Sicht negative, auf längere Sicht aber positive Auswirkungen auf seine Beute hat. Dies wäre zum Beispiel bei einer Beuteart der Fall, die ihren Lebensraum über die Tragfähigkeit hinaus ausnutzt. In der Praxis sind auch Fälle zu berücksichtigen, bei denen zwischen Arten gleichzeitig Konkurrenz und Prädation bedeutsam ist, etwa bei Allesfressern. Selbst dass zwei Arten wechselseitig jeweils Räuber und Beute füreinander sind, kommt nicht selten vor, vor allem bei Adulti und Jungtieren.
Folgt man dieser weit gefassten Definition, ist nicht nur ein Parasit oder ein Pathogen, sondern auch ein Pflanzenfresser generell ein Prädator.

### Mechanismen
Organismen, die sich von anderen Organismen ernähren, sind nach diesen Definitionen Prädatoren, wenn sie, zusätzlich zur Art der Interaktion, bestimmte evolutive Adaptationen an diese Ernährungsweise aufweisen. Meist werden dann nur solche Organismen als Prädatoren aufgefasst, deren Beute (zumindest zu Beginn des Fressvorgangs) lebendig ist, dabei letztlich aber getötet wird. Dies schließt Parasiten und Krankheitserreger aus, während Parasitoide (also Parasiten, die den Wirt letztlich regelmäßig zum Abschluss ihrer Entwicklung abtöten) dazugerechnet werden können oder nicht. Während manche Definitionen Pflanzenfresser ganz ausschließen, können nach anderen solche dazugehören, die ihre „Beute“ abtöten. Danach wäre ein samenfressender Vogel ein Prädator, ein Weidegänger jedoch meist nicht (da die abgeweideten Pflanzen in der Regel den Fressvorgang überleben).
Ob Parasitismus eine Form der Prädation ist oder nicht, ist auch nach dieser Kategorie definitionsabhängig. Nach einer Analyse aktueller englischsprachiger Lehrbücher (n=20) behandelt etwa ein Drittel davon Parasitismus als eine Form der Prädation.

### Räuber-Beute-Beziehungen
Die Interaktion zwischen Prädator und Beute wird als Räuber-Beute-Beziehung mathematisch modelliert, oft werden sie durch Lotka-Volterra-Gleichungen beschrieben. Die Interaktionen wirken auf beide Beteiligte mehr oder weniger stark ein, wodurch es bei spezialisierten Arten oft zu wechselseitiger Anpassung oder Koevolution kommt. Ökologen, aber auch angewandte Wissenschaftler sind dabei oft besonders interessiert daran, ob ein Prädator seine Beute kontrolliert, das heißt ihre Populationsgröße regeln oder begrenzen kann.
Ausgeschlossen bei der Modellierung wird dabei normalerweise die Konsumtion von totem organischen Material, wie beispielsweise bei Aasfressern (Nekrophagen) und Saprophagen. Dies liegt daran, dass ein Aasfresser auf die Populationsgröße seiner Beute nicht rückwirken kann.

## Systematik

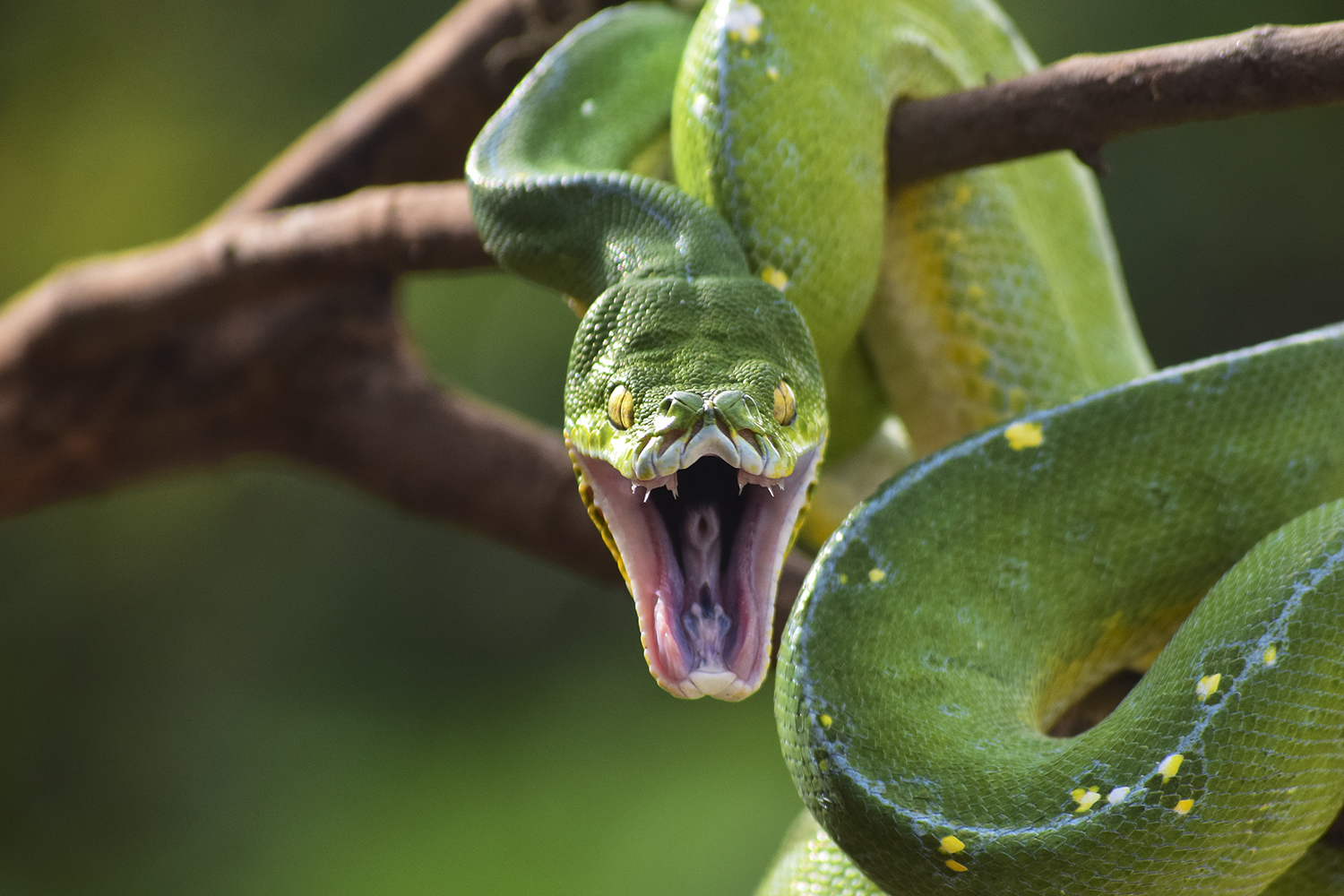
Grüner Baumpython in Indonesien

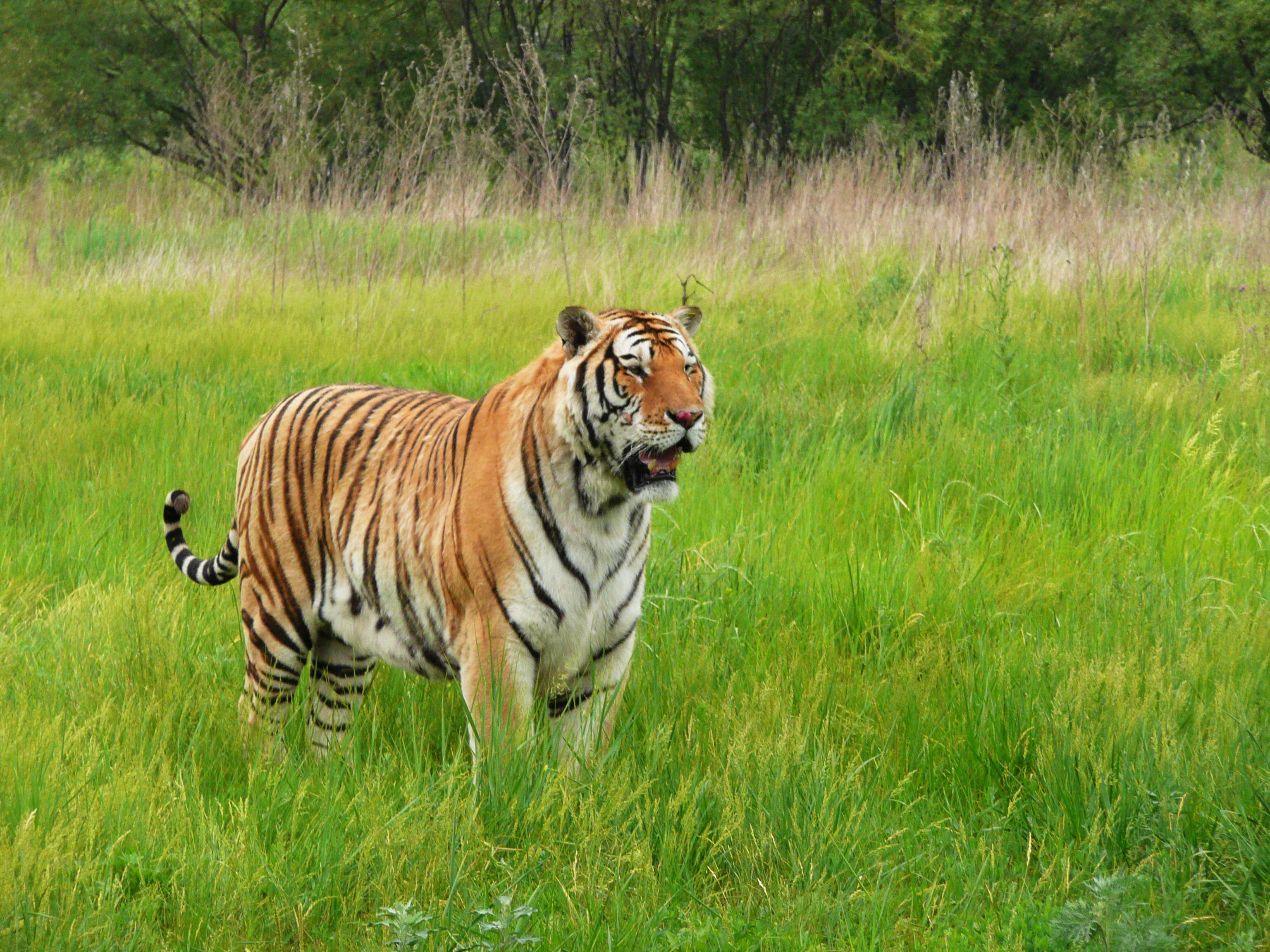
Der Sibirische Tiger – ein typischer echter Räuber

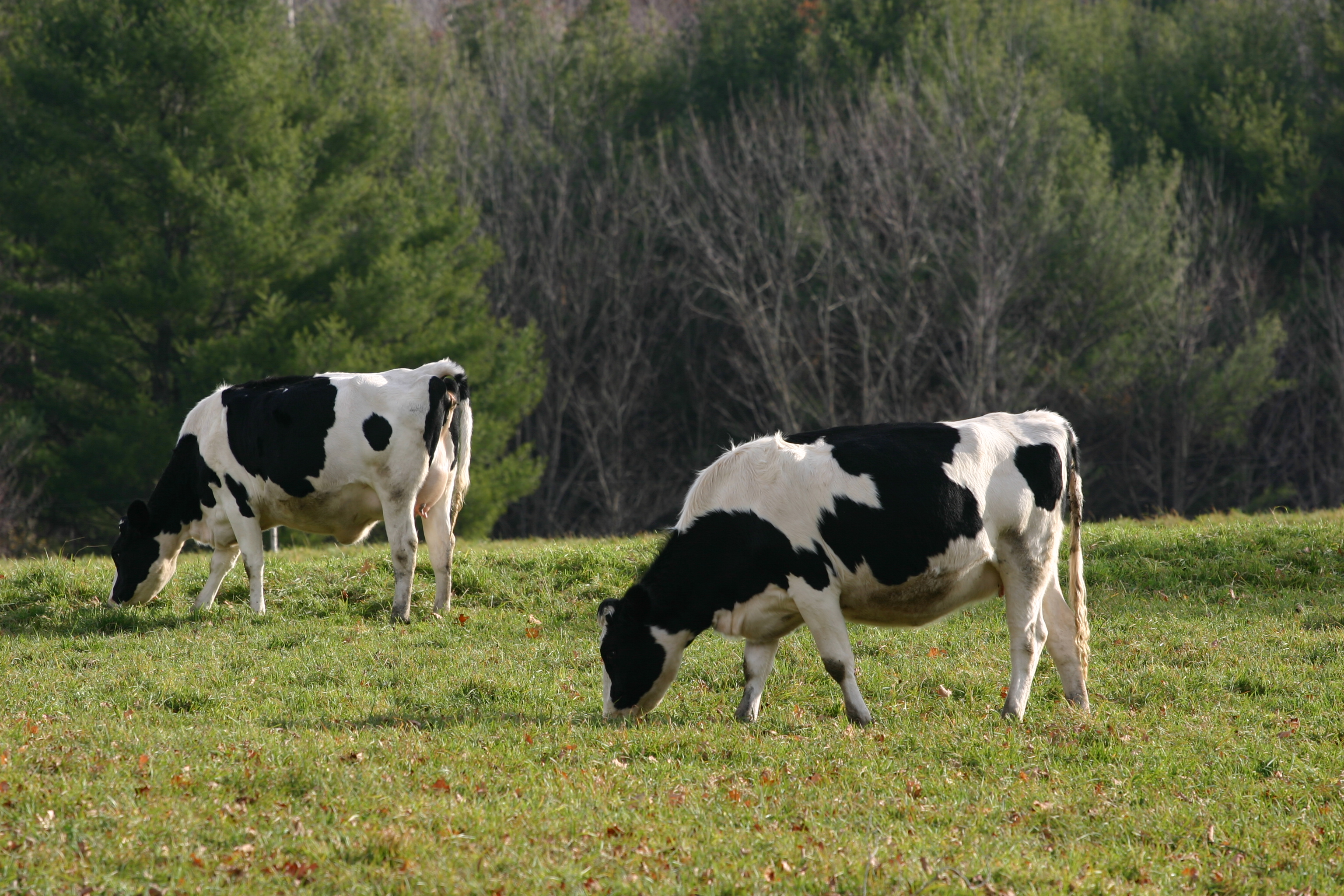
Hausrinder zählen zu den Weidegängern

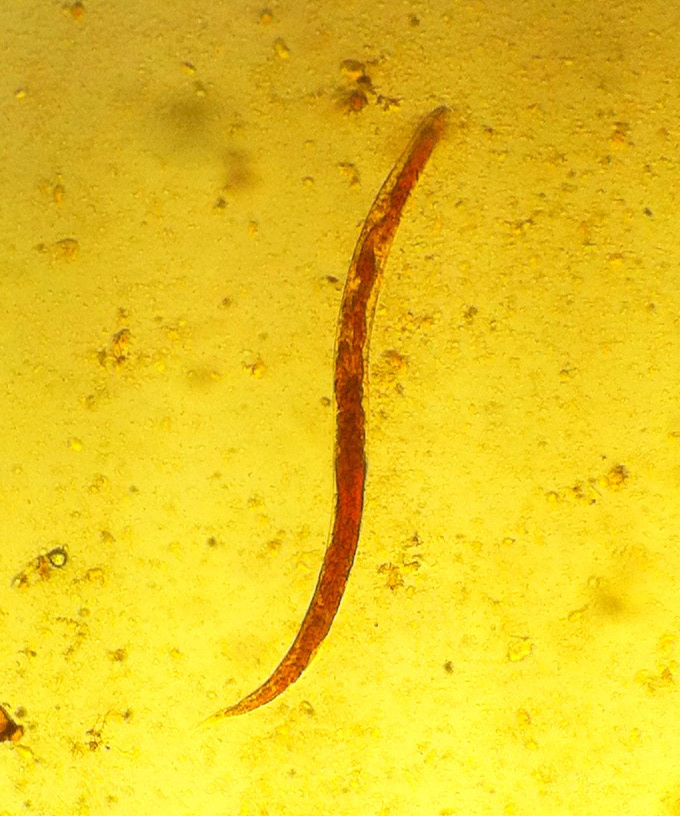
Der Fadenwurm Strongyloides zählt zu den (endo)parasitären Prädatoren.

Prädatoren gibt es in allen Tierklassen. Ein Lehrbuch des Biologen Michael Begon und Kollegen unterteilt Prädatoren in folgende Gruppen:
Echte Räuber
erbeuten meist verschiedene Organismen und töten sie gleich nach dem Angriff. Die Beute wird ganz oder teilweise gefressen.
Beispiele:
- Fleischfressende Pflanzen
- Raubtiere
- Greifvögel (z. B. Falkenartige[14])
- Fleischfressende Meeresbewohner (wie der Pottwal[15])

Weidegänger
sind Organismen, die im Laufe ihres Lebens eine große Zahl von anderen lebenden Organismen (Pflanzen) abweiden und damit in der Regel nur Teile dieser Organismen aufnehmen. Der Angriff  auf diese Organismen ist in der Regel schädlich, jedoch selten tödlich.
Beispiele:
- nahezu alle Paarhufer (z. B. Schafe, Kühe)
- Schnecken
- Pflanzen fressende Insekten

Parasiten
konsumieren ebenfalls nur einen Teil der Beute. Parasiten können dabei entweder Tieren, Pflanzen, Pilze oder Bakterien sein. Die meisten schädigen ihren Wirt, indem sie seine Energiequellen anzapfen, oder durch die Abgabe von Giften sowie mechanisch, durch die Verletzung von Haut und Geweben.
Der Befall wirkt sich zwar meistens negativ auf die Beute aus, führt jedoch nur manchmal zu deren Tod. Es werden einzelne oder wenige Individuen angegriffen, wobei es hier eine enge Parasit-Wirt-Beziehung gibt, die bei echten Räubern oder Weidegängern fehlt.
Beispiele:
- Bandwürmer[18][19]
- Schlupfwespen[20]
- Läuse (Tierläuse, Pflanzenläuse etc.)[18]
- Trypanosomen[21]
- Plasmodien[18]

Die Abgrenzung ist nicht immer scharf; zum Beispiel agieren Pflanzenfresser, die einzellige Algen oder Samen aufnehmen, teilweise wie echte Räuber.
Ein alternatives Schema, das beispielsweise bei Pilzen üblich ist, unterscheidet Biotrophie (Ernährung von lebenden Organismen), Nekrotrophie (Ernährung von abgetöteten Organismen) und Saprotrophie (Ernährung von bereits toten Organismen). Bei Pilzen würde also, anstelle von Prädatoren, in gleichem Sinne von Biotrophen gesprochen.

### Fleischfresser
Die Bezeichnungen Fleischfresser, Zoophage oder Raubtier (Carnivor) entsprechen dem bereits definierten „Räuber“, umfassen aber auch fleischfressende Pflanzen und fleischfressende Pilze. Neben den Carnivoren gibt es auch omnivore Räuber, wie z. B. Dachs und Mensch. Begriffe wie Nesträuber geben wieder, dass der Prädator bevorzugt Nestlinge und Eier raubt.

### Körner- und Fruchtfleischfresser
Als seed predators werden im englischen Sprachgebrauch (speziell in den USA) auch Tierarten bezeichnet, die Samen (seeds) fressen (seed predation); hierfür wird im Deutschen inzwischen neben Körnerfresser auch die Bezeichnung Samenprädator benutzt. In ähnlicher Weise wird gelegentlich pulp predator als Fruchtfleischprädator (statt: Fruchtfleischfresser bzw. Weichfresser) übersetzt.

## Abgrenzung zum Konsumenten
Grundsätzlich sind alle Prädatoren auch Konsumenten, sie ernähren sich als heterotrophe Organismen von anderen Lebewesen. Diese Bezeichnung findet aber vorwiegend bei qualitativen und quantitativen Untersuchungen des Stoffkreislaufes und des Energieflusses in einem Ökosystem Verwendung. Aber es sind nicht alle Konsumenten auch Prädatoren, z. B. ernähren sich Aasfresser von toten Organismen.